# Bosnien och Hercegovinas herrlandslag i ishockey
Bosnien och Hercegovinas herrlandslag i ishockey representerar Bosnien och Hercegovina i ishockey på herrsidan. Laget är medlem av det Internationella hockeyförbundet, IIHF och spelade sin första officiella landskamp den 15 februari 2008 då man föll med 1-10 mot Grekland.
Laget kallas Balkan Falcons, ett namn de fick 1987 när laget som jugoslavisk delrepublik vann över Georgiska SSR:s delrepubliklag, Georgian Searchers.

## VM-turneringar
- 2008 - VM Division III kval i Bosnien/Hercegovina (hemmaplan) - tvåa, 2 matcher, 1 seger, 1 förlust, 0 sudden deaths-/straffläggningssegrar, 0 sudden deaths-/straffläggningsförluster, 6 gjorda mål, 10 insläppta mål, 3 poäng. (Resultatet i matchen mot Armenien (blev 1-18 i full tid) ströks helt med 5-0 walkover på grund av att Armenien vägrade visa passen för sina spelare inför kvalturneringen.)
- 2015 - VM Division III i Turkiet - sjua (sist), 6 matcher, 0 segrar, 6 förluster, 0 sudden deaths-/straffläggningssegrar, 0 sudden deaths-/straffläggningsförluster, 3 gjorda mål, 46 insläppta mål, 0 poäng.
- 2016 - VM Division III i Turkiet - femma (näst sist), 5 matcher, 1 seger, 4 förluster, 0 sudden deaths-/straffläggningssegrar, 0 sudden deaths-/straffläggningsförluster, 7 gjorda mål, 43 insläppta mål, 3 poäng.

## VM-statistik

### 2008-
| VM-Turneringar | Matcher | Segrar | Förluster | Sudden deaths-/Straffläggningssegrar | Sudden deaths-/Straffläggningsförluster | Gjorda mål | Insläppta mål | Poäng |
| -------------- | ------- | ------ | --------- | ------------------------------------ | --------------------------------------- | ---------- | ------------- | ----- |
| VM             | 0       | 0      | 0         | 0                                    | 0                                       | 0          | 0             | 0     |
| Division I     | 0       | 0      | 0         | 0                                    | 0                                       | 0          | 0             | 0     |
| Division II    | 0       | 0      | 0         | 0                                    | 0                                       | 0          | 0             | 0     |
| Division III   | 11      | 1      | 10        | 0                                    | 0                                       | 10         | 89            | 3     |

- ändrat poängsystem efter VM 2006, där seger ger 3 poäng istället för 2 och att matcherna får avgöras genom sudden death (övertid) och straffläggning vid oavgjort resultat i full tid. Vinnaren får där 2 poäng, förloraren 1 poäng.

## Spelade matcher
Avser matcher fram till 11 april, 2015
| Lag                   | S | V | O | F | GM | IM |
| --------------------- | - | - | - | - | -- | -- |
| Förenade Arabemiraten | 1 | 0 | 0 | 1 | 2  | 5  |
| Georgien              | 1 | 0 | 0 | 1 | 1  | 4  |
| Grekland              | 1 | 0 | 0 | 1 | 1  | 10 |
| Hongkong              | 1 | 0 | 0 | 1 | 0  | 8  |
| Luxemburg             | 1 | 0 | 0 | 1 | 0  | 5  |
| Nordkorea             | 1 | 0 | 0 | 1 | 0  | 13 |
| Turkiet               | 3 | 1 | 0 | 2 | 8  | 22 |

### Fotnoter
1. ↑  ”Championnats du monde 2008” (på franska). Hockeyarchives. 16 mars 2008. http://www.passionhockey.com/hockeyarchives/mondial2008.htm. Läst 18 juni 2016.